# 孙沁文
孙沁文（1987年—），笔名鸡丁，是一名中国推理小說作家，尤擅长密室推理，被誉为中国本土推理的“密室之王”。

## 生平
孙沁文高中时借阅了江户川乱步的小说集，之后爱上了推理文学，并在高中的暑假第一次动笔写作。2008年第6期《推理》杂志刊登其《雷雨中的密室杀人》，这是他的首次公开发表作品。此后，他以“鸡丁”为笔名发表了大量短篇推理小说。2013年，孙沁文精选了13篇过往的短篇小说，以《1/13的密室》为题私人印刷了数百册。
2016年，鸡丁为动态漫画《吃谜少女》系列撰写了剧本。主人公是一位必须靠解谜来缓解衰老的少女，剧情围绕着她所面临的各种不可能犯罪谜题展开。
2018年，《吃谜少女》系列第一部剧场版动画《溺亡大厦》上映。2019年，《吃谜少女 第二季》开始放送。
2018年8月，孙沁文的第一部长篇小说《凛冬之棺》于新星出版社出版（署名“孙沁文”），这也是他的作品第一次正式以单行本的形式面世。
曾与陆烨华和时晨一起制作了脱口秀节目《Q.E.D. 可以的》。

## 小说

### 单行本
- 《凛冬之棺》新星出版社 2018年 ISBN 9787513331586
- 《写字楼的奇想日志》新星出版社 2020年 ISBN 9787020157105
  - 《赤色模特》 初次刊载于《推理世界》2012年6A
  - 《礼物》 初次刊载于《推理世界》2012年8A
  - 《白色愚人节》 初次刊载于《推理世界》2013年9A
  - 《彼岸的心》 初次刊载于《推理世界》2013年11A
  - 《恶作剧之夏》 初次刊载于《推理世界》2014年10B
  - 《室内撑伞的男人》 初次刊载于《推理世界》2017年1A
  - 《吃人电梯》 新作
  - 《蓝色的告别》 新作

### 选集刊载
- 《冰雪中的密室杀人》 刊载于《伏杀》 珠海出版社 2008年 ISBN 9787545301397
- 《凄凉的锁》 刊载于《14号推理当铺》 广西人民出版社 2010年 ISBN 9787219068151
- 《载着眼泪的子弹》 刊载于《时间的灰烬三 失去的机会》 中国戏剧出版社 2011年 ISBN 9787104035176
- 《天蛾人事件》 刊载于《2016年中国悬疑小说选》 长江文艺出版社 2017年 ISBN 9787535493040
- 《请勿高空抛物》 刊载于《2017年中国悬疑小说选》 长江文艺出版社 2018年 ISBN 9787570200528
- 《彼岸的心》 刊载于《给孩子的推理故事》 长江出版社 2019年 ISBN 9787549265701
- 《光密室》 刊载于《2018年中国悬疑小说选》 长江文艺出版社 2019年 ISBN 9787570207336

### 单行本未收录
- 赫子飞系列
  - 《旅馆的密室》 刊载于《最推理》总第10辑
  - 《无形的剧毒》 刊载于《中学生·故事吧》2013年7、8月合刊
  - 《鬼火之谜》 刊载于《金陵晚报》
  - 《冰雪中的密室杀人》 刊载于《最推理》总第8辑
  - 《雷雨中的密室杀人》 刊载于《推理》2008年第6期
  - 《盲点》 刊载于《推理志》2009年2月
  - 《虚伪的不在场证明》 刊载于《推理志》2009年7月
  - 《情人节的暗号》 刊载于《金陵晚报》
  - 《天衣有缝》 刊载于《中学生·异度空间》2012年4月
  - 《斩首缆车》 刊载于《推理世界》2008年11B
  - 《凶棺》 刊载于《推理世界》2011年2B
  - 《孤坟》 刊载于《推理世界》2013年2B
  - 《五枚硬币》 刊载于《烧脑X第二季.01未知来信》（2019年第16期）
  - 《偏离》 刊载于《最推理》总第20辑
  - 《洛伦兹的审判》 刊载于《推理世界》2016年6B
  - 《请勿高空抛物》 刊载于《岁月·推理》2017年2-3月合刊

- 慕小影系列
  - 《蜘蛛之咒》 刊载于《悬疑屋——伊媚》增刊第一季
  - 《物理学密室》 刊载于《最推理》总第13辑
  - 《牛奶杀局》 刊载于《中学生·异度空间》2012年5月
  - 《离别曲》 刊载于《锐阅读·推理》2021年2月

- 夏时系列
  - 《孤独的悲剧》 刊载于《推理大师》总第3期
  - 《重组的逻辑》 刊载于《最推理》总第17辑
  - 《凄凉的锁》 刊载于《14号推理当铺》
  - 《深邃的井》 刊载于《最推理》总第19辑
  - 《神的密室》 刊载于《推理世界》2009年5B
  - 《密闭的铁壳》 刊载于《最推理》总第21辑
  - 《来自地狱的刀刃》 刊载于《最推理》总第23辑
  - 《网球场的亡灵》 刊载于《推理世界》2009年10B
  - 《灰色的封印》 刊载于《岁月·推理》2014年11月银版·鸡丁密室特辑
  - 《昆虫绞刑官》 刊载于《推理世界》2010年1B
  - 《载着眼泪的子弹》 刊载于《时间的灰烬 失去的机会》
  - 《雪祭》 刊载于《推理世界》2012年3B
  - 《天蛾人事件》 刊载于《推理世界》2016年5B

- 福小茂系列
  - 《“会魔法”的推理名著》 刊载于《超级小神探》2019年10月

- 谜之治愈系列
  - 《打不开的自习室》 刊载于《中学生·故事吧》2013年10月
  - 《消失魔法阵》 刊载于《中学生·故事吧》2014年11月

- 安缜系列
  - 《光密室》 刊载于《2018年中国悬疑小说精选》
  - 《编辑失踪事件》 刊载于“新星出版社”微信公众号 2018年12月26日圣诞节特辑
  - 《杏仁味的感恩节》 刊载于“新星出版社”微信公众号 2020年11月26日感恩节特辑

- 非系列
  - 《自救的尸体》 刊载于《最推理》总第15辑
  - 《憎恶之锤》 刊载于《推理世界》2011年3B
  - 《恶灵塔谜案》 刊载于《推理世界》2012年10B（爱德华·霍克的同人小说）
  - 《溺毙摩天轮》 刊载于《推理世界》2014年11A
  - 《幽灵手》 刊载于《快乐阅读》第一期
  - 《怪人K的魔术》 刊载于《侦探冒险王》2018年1-2月合刊
  - 《悠闲的劫匪》 刊载于《侦探冒险王》2018年6月

## 漫画原作
- 《吃谜少女1》 漫画：徐祖超 新星出版社 ISBN 9787513344036
- 《吃谜少女2》 漫画：徐祖超 新星出版社 ISBN 9787513343985
- 《吃谜少女3》 漫画：徐祖超 新星出版社 ISBN 9787513343992

## 编剧

### 电视动画
- 《求求你，吃我吧》 (抖动文化 2016)
- 《吃谜少女》 （抖动文化 2016）
- 《吃谜少女 第二季》 （抖动文化 2019）

### 剧场版动画
- 《溺亡大厦》 （2018）